# Кришанстад
Криша̀нстад (на шведски: Kristianstad, на шведски се изговаря [kri'ɧansta]) е град в южна Швеция, лен Сконе. Главен административен център на едноименната община Кришанстад. Намира се на около 420 km на югозапад от столицата Стокхолм и на около 90 km на североизток от Малмьо. Основан е през 1614 г. ЖП възел. Има летище. Тук се намира най-ниската точка в Швеция (-2,41 m под морското ниво). Населението на града е 35 711 жители според данни от преброяването през 2010 г.

## Побратимени градове
- Шауляй, Литва